# Lilla Björnsjön
Lilla Björnsjön är en sjö i Hallsbergs kommun i Närke och ingår i Motala ströms huvudavrinningsområde.